# Matt Santangelo
Matthew William  Santangelo , más conocido como Matt Santangelo (nacido el 08 de septiembre de 1977 en Portland, Oregón)  es un exjugador de baloncesto estadounidense. Con 1.80 de estatura, su puesto natural en la cancha era el de Base.

## Trayectoria
- Universidad de Gonzaga (1996-2000)
- Iraklis BC (2000)
- Pallacanestro Cantú (2000-2001)
- Anwil Włocławek (2001-2002)
- Club Baloncesto Sevilla (2002-2005)
- Basket Sebastiani Rieti (2005-2006)
- Pallacanestro Treviso (2006)